# Smith & Wesson Model 29
Smith & Wesson Model 29 er en revolver med plads til seks .44 Magnum-kaliber-patroner, der bliver produceret af det amerikanske firma Smith & Wesson. Den blev gjort berømt af — og bliver fortsat oftest associeret med — den fiktive karakter "Dirty Harry" Callahan fra Dirty Harry-serien med Clint Eastwood.
Særligt Eastwoods replik i den første film i serien har vundet indpas blandt de største filmcitater:
| Citat | I know what you're thinking. Did he fire six shots or only five? Well, to tell you the truth, in all this excitement I kinda lost track myself. But being this is a .44 Magnum, the most powerful handgun in the world, and would blow your head clean off, you've got to ask yourself one question: Do I feel lucky? Well, do ya, punk? | Citat |
|       | |       |

Model 29 blev udbudt med pistolløb i længderne 3", 4", 5", 6", 6½", 8⅜" og senere 10⅝" som standard. Andre længder var tilgængelige enten ved specialordre fra Smith & Wesson's Custom Shop eller specialfremstillede fra specialiserede håndværkere. Det blev fremstillet i et finish med højglanspoleret blåneret eller nikkel-forkromet overflade.

## Historie
S&W's produktions af store N-stels revolvere i .44 Magnum begyndte i 1955; Model 29 betegnelsen blev anvendt i 1957. Den var primært til pistol-entusiaster og visse politifolk og jægere frem til 1971, hvor Clint Eastwood gjorde den berømt som "den mest kraftfulde pistol i verden" i filmen Dirty Harry. Efter filmens udgivelse havde forhandlerne problemer med at få nok Model 29 til deres lagre.
Da Model 29 blev introduceret var det den mest kraftfulde pistol, der blev serieproduceret. Der var en mindre række specialfremstillede pistoler, der var kraftigere, som eksempelvis Howdah pistoler fra 1800-tallet. Det var Elmer Keiths fortjeneste at den blev så kraftig, da han maksimerede kraften og energien i .44 Special-patronerne, der var inspirationen og drivkraften bag .44 Magnum til Smith & Wesson. Hans intention med den nye kaliber var at den skulle bruges som ekstravåben af jægere, der gik efter stort og farligt vildt, og ikke ment som et våben til selvforsvar, selvom den også bliver brugt til dette.
Model 29 kan godt affyre .44 Special-patroner, da .44 Magnum blev udviklet fra .44 Special. Magnum-patronen er en smule længere, hvilket gør, at disse ikke kan bruges i en pistol fremstillet til at affyre .44 Special.
I de sene 1990'ere ophørte Smith & Wessons produktion af mangle modeller revolvere, inklusive den "normale" Model 29. Siden er den dog blevet fremstillet i forskellige begrænsede produktioner, og har været fremstillet i op mod ti forskellige typer.

## Varianter
| Model | Start år | Pistolløbslængde            | Modificeringer                                                                                        |
| ----- | -------- | --------------------------- | --- |
| 29    | 1957     | 6 1/2"                      | |
| 29-1  | 1960     | 6 1/2"                      | udløserstang med skrue.                                                                               |
| 29-2  | 1961     | 6 1/2" ændret til 6" i 1979 | en skrue, der sikrede cylinderens stopfjeder.                                                         |
| 29-3  | 1982     |                             | forsænket cylindere og fastgjort løb.                                                                 |
| 29-4  | 1988     |                             | |
| 29-5  | 1990     |                             | |
| 29-6  | 1994     |                             | standard med gummigreb af typen Monogrips fra Hogue.                                                  |
| 29-7  | 1998     |                             | Ændret låsemekanisme, slagstiftens fastgørelse, hammer og udløser blev produceret med ny støbeteknik. |
| 29-8  |          |                             | |
| 29-9  |          |                             | |
| 29-10 |          |                             | |